# Maha Al Muneef
Maha Al Muneef (àrab: مها عبدالله المنيف, Mahā Abd-Allāh al-Munīf) (Aràbia Saudí, 1960) és la directora executiva del Programa Nacional de Seguretat familiar a l'Aràbia Saudita. És una especialista en malalties infeccioses pediàtriques i ha treballat per conscienciar la població sobre la violència masclista i els abusos a menors.
Al Muneef va néixer a l'Aràbia Saudita l'any 1960, el mateix any en què es va autoritzar l'educació de les noies al seu país. Va estudiar a l'escola i a la universitat a l'Aràbia Saudita i va treballar durant deu anys als Estats Units.
Des del 2009 fins al 2013, Al Muneef va treballar per al Consell consultiu de l'Aràbia Saudita. Al mes d'agost de 2013, el consell de ministres va aprovar una nova llei per protegir les víctimes de violència masclista. Al Muneed i el Programa Nacional de Seguretat familiar van tenir un paper molt important en el procés de redacció d'aquesta llei, ja que és el primera que defineix i criminalitza la violència sexual a l'Aràbia Saudita. Maha Al Muneef va ser guardonada amb el Premi Internacional Dona Coratge l'any 2014 principalment per la seva tasca humanitària.
No va poder assistir a la cerimònia, de manera que Barack Obama es va desplaçar a l'Aràbia Saudita a l'abril del 2014 per fer-li a mans el premi.
El Programa Nacional de Seguretat familiar va ser creat el 2005 per combatre la violència masclista i els abusos a menors a l'Aràbia Saudita. Aquest programa ha desenvolupat diferents projectes per tal de detectar la violència sexual i els abusos a menors, així com per proveir serveis a les víctimes.